# Burger King
Burger King (okrajšava BK) je globalna veriga restavracij s hitro hrano, katere sedež se nahaja v okrožju Miami-Dade (Florida, ZDA). Podjetje je bilo ustanovljeno leta 1953 kot Insta-Burger King v Jacksonvillu (Florida). Čez dve leti je podjetje zašlo v finančne težave, bilo prevzeto s strani Davida Edgertona in Jamesa McLamora in preimenovana v trenutno ime. 
Konec leta 2010 je Burger King imel več kot 12.000 restavracij v 73 državah, pri čemer se je 66% restavracij nahajalo v ZDA. 90% vseh restavracij pa je v privatni lasti.
Značilen hamburger te verige je t. i. Whopper.

## Burger King v Sloveniji
Prva restavracija Burger King v Sloveniji je bila odprta 9. marca 2011 v ljubljanskem BTC-ju, ki pa se je pozneje zaprla.